# Alaksandr Burbis
Alaksandr Burbis, biał. Аляксандр (Алесь) Лаўрэнавіч Бурбіс, ps. „Stary Pilip” (ur. 20 października 1885 w Wilnie, zm. 20 marca 1923 w Mińsku) – białoruski działacz społeczny i polityczny, teatrolog, historyk i etnograf.
W czasach carskich zakładał w Wilnie Białoruską Rewolucyjną Hramadę, od 1903 roku był członkiem KC Białoruskiej Socjalistycznej Hramady. Podczas rewolucji 1905 roku jeden z przywódców ruchu socjalistycznego na Kowieńszczyźnie, za działalność lewicową aresztowany i represjonowany przez władze carskie. Aktywny w białoruskim ruchu narodowym, drukował swoje teksty w „Naszej Niwie”.
Podczas I wojny światowej przebywał w Moskwie, gdzie stworzył i stał na czele lokalnej komórki Białoruskiej Socjalistycznej Hramady. Po powstaniu Białoruskiej Republiki Ludowej w 1918 roku pełnił początkowo funkcję jej przedstawiciela dyplomatycznego w Moskwie, później stał się jej politycznym przeciwnikiem. W 1920 roku wziął udział w rokowaniach ryskich jako członek tzw. komisji Marchlewskiego. Był wicekomisarzem ludowym spraw zagranicznych Białoruskiej SRR, współredagował „Sowiecką Biełaruś”. W grudniu 1922 roku złożył swój podpis pod aktem powołującym ZSRR.